# Force de droite
Force de droite (en roumain : Forța Dreptei, FD) est un parti politique libéral-conservateur roumain fondé en décembre 2021 par Ludovic Orban, ancien président du Parti national libéral (PNL) et ancien Premier ministre de Roumanie entre 2019 et 2020, en opposition à la direction du PNL.